# 嘉兴县文庙

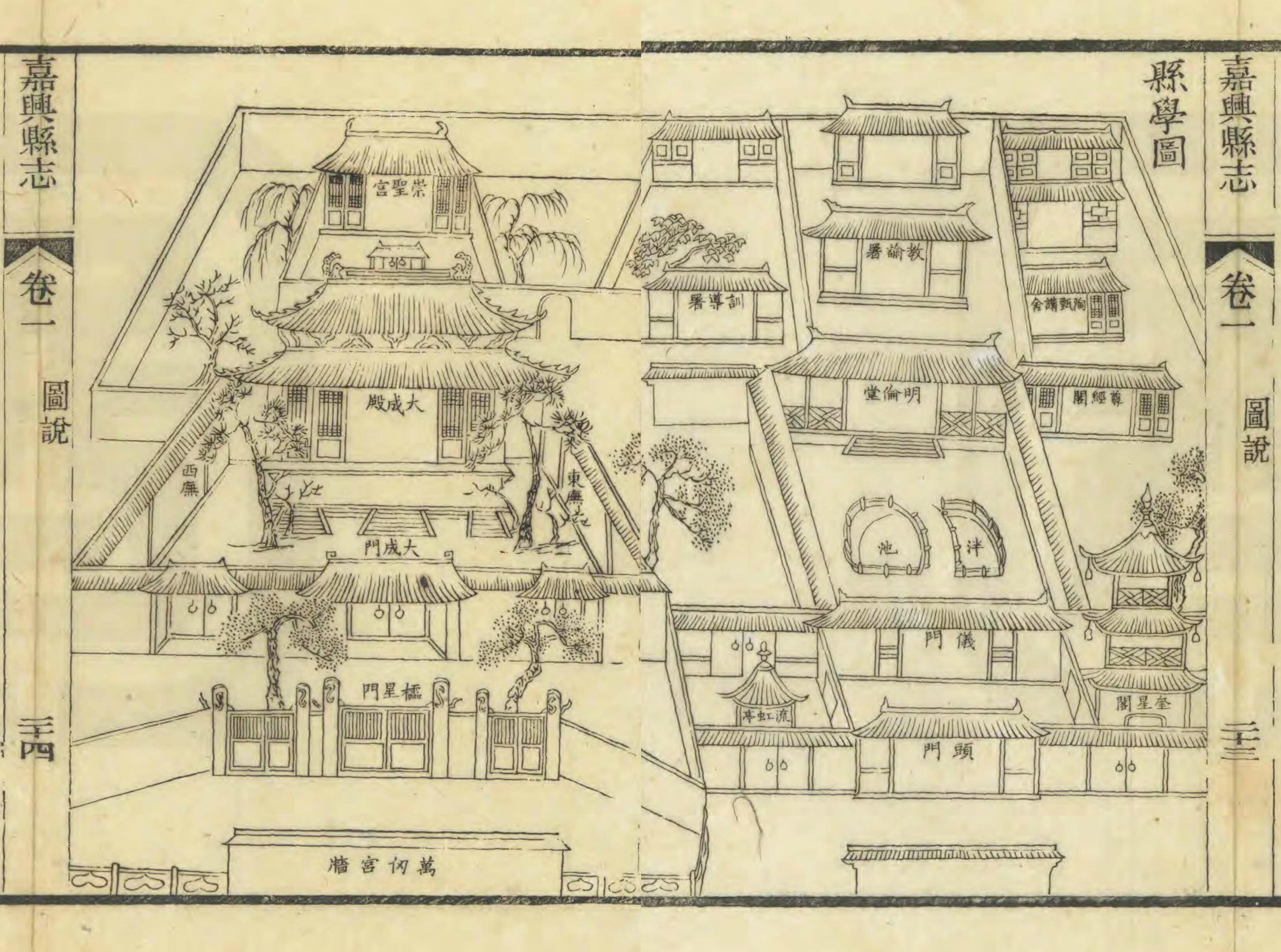
清光绪三十四年（1908）《嘉兴县志》县学图。

嘉兴县文庙为旧时中国浙江嘉兴府附郭县嘉兴县县学文庙，原位于府城东门内，嘉兴县署东侧（今中国浙江省嘉兴市南湖区中山东路北侧、秀州路西侧），原建筑已不存，
嘉兴县文庙始建于宋初，原在县西北二百步，后附设于州学，南宋咸淳五年（1269）知县张抃利用西城旧驿舍单独兴建县学，嘉靖十四年（1535）知县黄献可迁至县署东兴圣寺故址，即今址，后世陆续重修。
据清光绪三十四年（1908）版《嘉兴县志》记载及附图，清末嘉兴县文庙布局为左学右庙（与嘉兴府文庙相似），庙南大街上东西各建有牌坊一座，东题金声玉振（旧为流虹），西题江汉秋阳（旧为毓圣），西路孔庙依次为万仞宫墙、棂星门三间、大成门、大成殿三间（前有东西庑各九间）和崇圣祠，东路儒学依次为屏墙、头门、仪门、泮池泮桥、明伦堂五间和教谕署（前堂后楼，均为五间），仪门前东有奎星阁，西有流虹亭，亭后为忠义孝悌祠，明伦堂东北为尊经阁，西北为训导署。名宦祠、乡贤祠在府学内附祀。